# Heinz Klevenow junior
Heinz Klevenow (né le 28 août 1940 à Prague, mort le 3 mars 2021) est un acteur allemand.

## Famille
Heinz Klevenow junior est le fils du couple d'acteurs Marga Legal (de) et Heinz Klevenow ; ils divorcent.
Il épouse en 1973 l'actrice Sybille Böversen, avec qui il a une fille, Henriette. Elle est sa veuve. L'autre fille de Klevenow, Sophie Klevenow, travaille entre autres comme réalisatrice (Noesis (de)).

## Biographie
Heinz Klevenow suit une formation d'acteur à l'École nationale d'art dramatique de Berlin avant des engagements à Weimar, Stendal et Senftenberg et de rejoindre le Landestheater Halle. Il a pourtant comme premier métier monteur de machines agricoles.
Outre son travail d'acteur, il est directeur artistique du théâtre de marionnettes de Halle de 1978 à 1982, directeur principal à Rudolstadt de 1982 à 1986 et directeur par intérim du Volkstheater Rostock (de) de 1986 à 1989. Puis du 1er décembre 1989 à août 2004, il est directeur de la Neue Bühne Senftenberg (de), ce qui en fait plus tard un membre honoraire pour ses services. Heinz Klevenow continue à travailler comme acteur après être devenu directeur de la Neue Bühne.

## Filmographie
- 1965 : Entlassen auf Bewährung (de)
- 1967 : Chingachgook, die grosse Schlange
- 1969 : Zwei in einer kleinen Stadt (TV)
- 1978 : Sabine Wulff
- 1981 : Als Unku Edes Freundin war (de)